# Karl Hohmann
Karl Hohmann (Düsseldorf, 18 de juny de 1908 - Düsseldorf, 31 de març de 1974) fou un futbolista alemany dels anys 1930 i posteriorment entrenador.

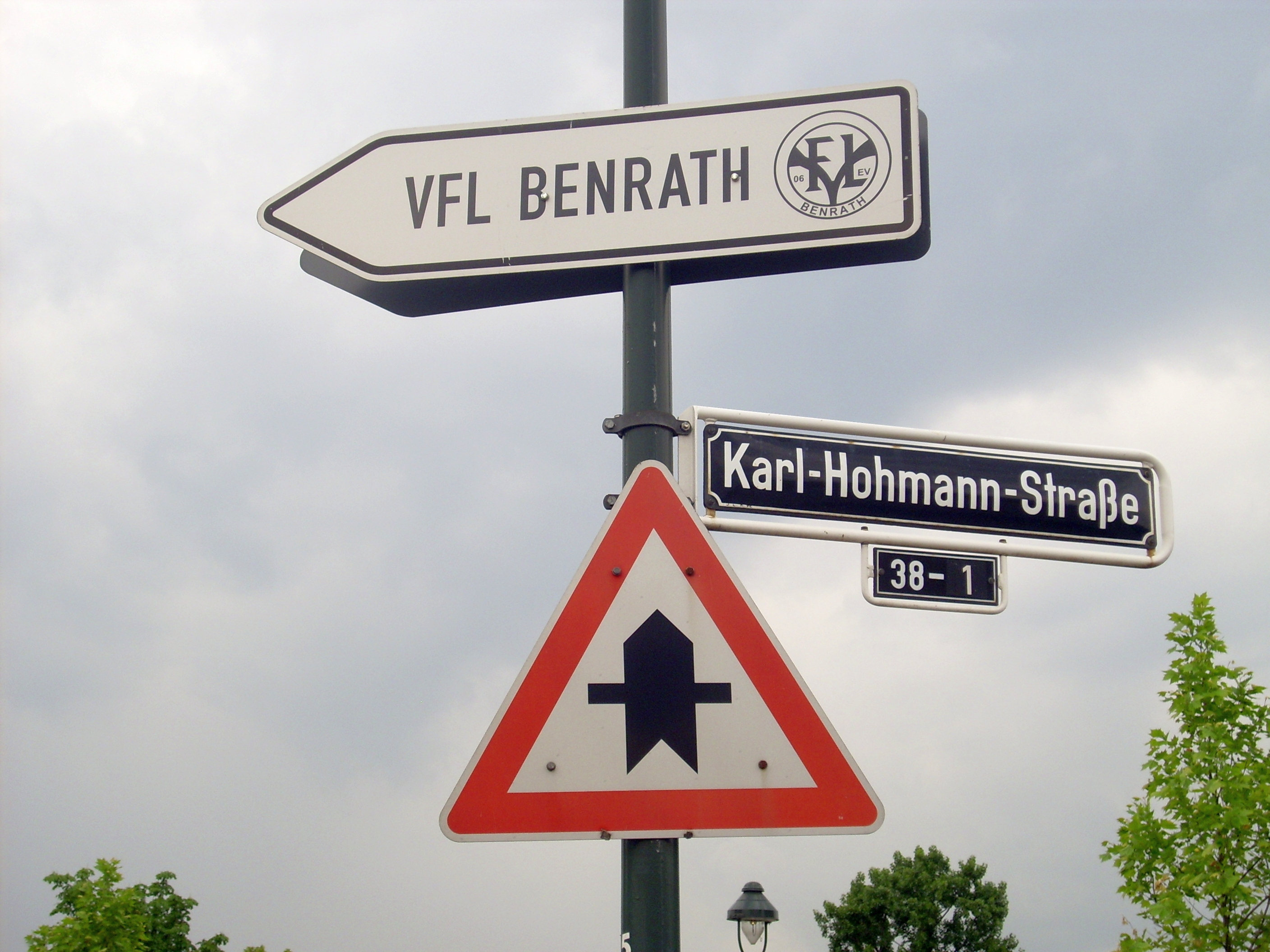
Senyal del carrer Karl Hohmann a Benrath, Düsseldorf.

## Trajectòria
La major part de la seva trajectòria la passà al VfL Benrath. També jugà amb la selecció alemanya entre 1930 i 1937 un total de 26 partits en els quals marcà 20 gols. Disputà la Copa del Món de Futbol de 1934, marcant dos gols en els quarts de final davant Suècia.
Més tard fou entrenador del Rot-Weiss Essen, portant el club a guanyar la copa alemanya l'any 1953.